# Atherinella milleri
Atherinella milleri är en fiskart som först beskrevs av Bussing, 1979.  Atherinella milleri ingår i släktet Atherinella och familjen Atherinopsidae. Inga underarter finns listade.